# One Cleveland Center
One Cleveland Center – wieżowiec w Cleveland, w stanie Ohio, w Stanach Zjednoczonych, o wysokości 137 m. Budynek został otwarty w 1983 i liczy 31 kondygnacji.